# Statio Dominus Mundi

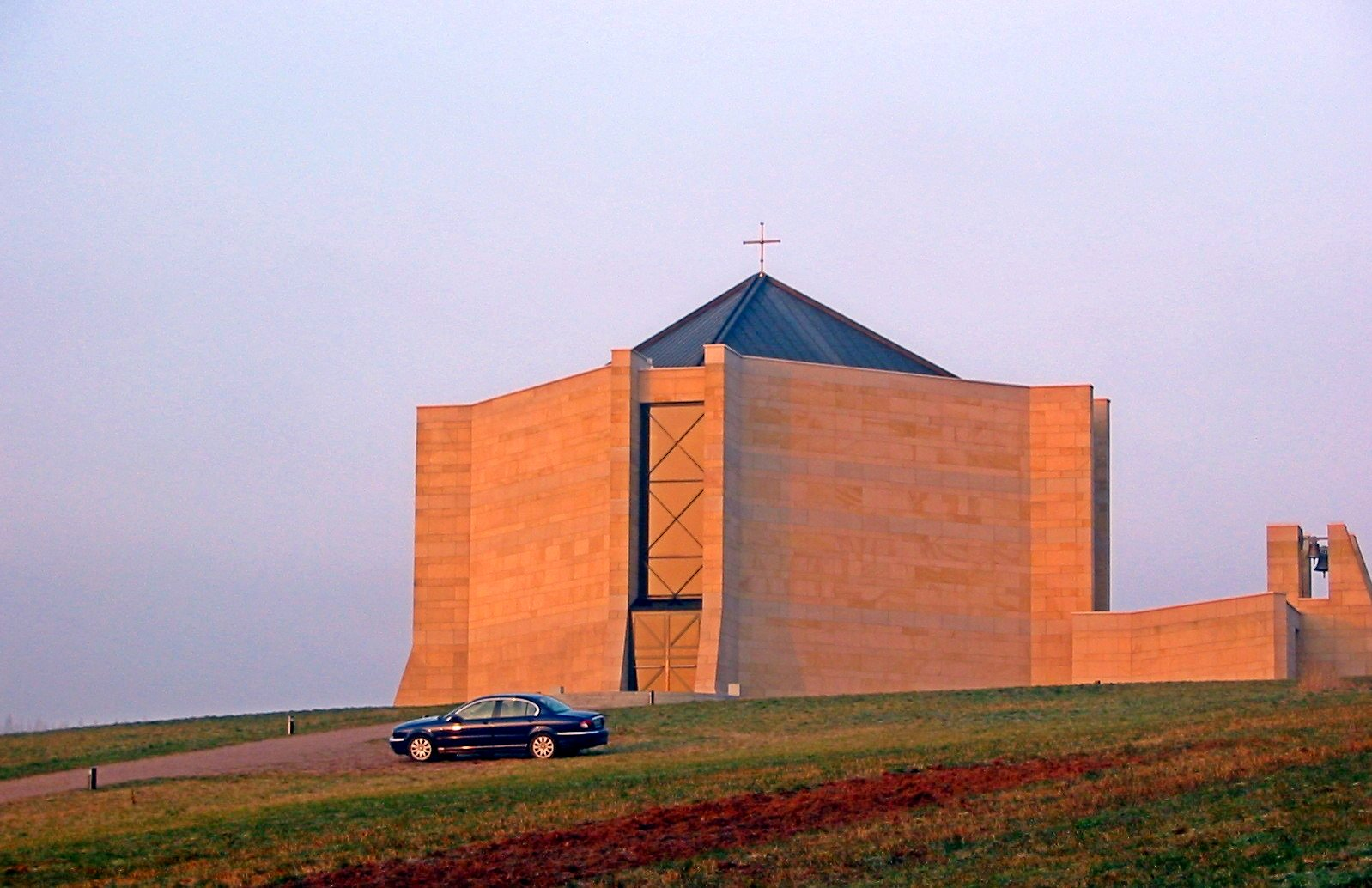
Statio Dominus Mundi, chapelle d'architecture contemporaine à Wustweiler (Sarre)

Stations Dominus Mundi est une construction religieuse et artistique située à Wustweiler, dans l'agglomération d'Illingen, dans la Sarre.

## Histoire
La chapelle a été construite en 2002 d'après les plans de l'architecte Alexander von Branca par le couple d'entrepreneurs Ursula et Edmund Meiser sur un terrain privé. Le nom latin associe la notion d'une station liturgique avec le titre du Christ de „Seigneur du Monde“.

## Architecture
Le bâtiment carré en grès s'élève comme une forteresse sur une hauteur de Wustweiler. L'entrée se trouve dans le coin au sud-ouest, au sud-est il y a un petit clocher. Les coins forment des axes de vue avec ses grandes fenêtres montantes, la lumière du jour vient aussi à travers la fenêtre au plafond. La structure intérieure fait ressortir la clarté. Les murs sont blancs, les sols sont faits de carreaux en marbre, huit colonnes carrées délimitent le centre de l'église et portent le toit. Au nord-ouest il y a un autel en marbre et derrière un tabernacle.

## Musée d'art médiéval
Le bâtiment sacré abrite une importante collection de chefs-d'œuvre médiévaux, dont un autoportrait de Lucas Cranach l'Ancien.